# Kostel svatého Petra a Pavla (Rotava)
Kostel svatého Petra a Pavla je římskokatolický filiální kostel v Rotavě v okrese Sokolov v Karlovarském kraji. Je situován při silnici spojující horní a dolní část Rotavy, kolem kostela vede naučná stezka k přírodní památce Rotavské varhany.

## Historie
O stavbě kostela se uvažovalo již od roku 1904, kdy začaly přicházet finanční dary nejen z mocnářství, ale i ze sousedního Německa. Povolení ke stavbě bylo vydáno roku 1913 a kostel měl být postaven roku 1915. Finanční problémy v průběhu první světové války stavbu zdržely, proto byla dokončena až po válce. Podle projektu varnsdorfského architekta Antona Möllera ji provedla kraslická firma Hochsieder & Bohland. Kostel vysvětil 20. září 1925 pražský arcibiskup František Kordač. Současně s kostelem byl postaven dům kostelníka a hrobníka.
Po druhé světové válce a odsunu německého obyvatelstva kostel chátral. K jeho renovaci převážně z darů rodáků a veřejných sbírek došlo v letech 1993–2005. Z výnosu sbírek, sponzorských darů a vkladu farnosti byla položena nová střecha, vyměněny okapové žlaby, bleskosvody a elektroinstalace, vybudována zimní kaple i odvodnění, kostel dostal novou vnější fasádu, vchody byly zastřešeny, bylo provedeno omítnutí, vymalování a restaurování částí interiéru.
Okolo kostela se rozkládal park, lemovaný smrky, vysázenými do tvaru srdce. Nad kostelem se nacházel hřbitov, založený roku 1925, ale již v průběhu druhé světové války se začalo pohřbívat stranou obce. Původní hřbitov byl zrušen v roce 1968.
Při severní zdi kostela byl 14. října 1928 odhalen pomník obětem první světové války. Po druhé světové válce z něho zmizela bronzová busta vojáka i pietní deska. Zůstal pouze sokl pomníku.

## Stavební podoba
Kostel je k jihovýchodu orientovaná, pseudorománská jednolodní stavba s protáhlým, trojboce ukončeným presbytářem. K presbytáři je přistavěna hranolová věž s jehlancovou, u štítů zalomenou střechou. Na jižní straně se nachází polygonální sakristie. Portál ukončený štítem a navazující okno nad ním je na západní straně. Okno nad portálem má pseudorománskou kružbu. Nad římsou lodi jsou dva boční trojúhelníkové štíty zasahující do sedlové střechy. Okenní vitráže jsou z roku 1916 a pocházejí z dílny firmy Richard Schlein z Hrádku nad Nisou. Litinové zvony byly odlity roku 1916 a 1918 v rotavských železárnách. Téměř veškeré vybavení kostela je novodobé.